# Кабінетна шафа ерцгерцога Фердинанда II Тірольського
«Кабіне́тна ша́фа ерцге́рцога Фердина́нда II Тіро́льського» (нім. Kabinettschrank aus dem Besitz Erzherzog Ferdinands von Tirol) — шафа, що належала ерцгерцогу Фердинанду II Тірольському (1529—1595). Створена невідомим майстром близько 1582 року у Нюрнберзі або Мантуї. Зберігається у Кунсткамері у Музеї історії мистецтв, Відень (інвент. номер КК 883).

## Опис
Стиль шафи має риси традицій виготовлення кабінетів в Іспанії та Італії. Також відчувається вплив моделей, створених у Нюрнберзі в стилі Венцеля Ямнітцера та його майстерні.
Якщо повністю висунути ящик, що закривається, ця елегантна шафа відкриється, перетворившись на письмовий стіл. Необхідне письмове приладдя збереглося у верхній частині шафи. Таким чином, ця кабінетна шафа є попередником сучасного бюро. При відкритті двостулкових дверей спереду, погляду відкривається внутрішня панель із розкішною обробкою і численними висувними ящиками. Тут ерцгерцог Фердинанд II зберігав природні експонати та артефакти із кунсткамери в замку Амбрас. Бувши частиною цього широкого зібрання, шафа таким чином є певним зібранням творів мистецтва у мініатюрі. Розглядаючи та вивчаючи предмети, аристократичний колекціонер отримував уявлення про світ: він розміщував предмети у просторі, відділах і висувних ящиках, таким чином маючи символічне панування над ними. Ця роль колекціонера стверджувала ерцгерцога в його земній владі.
Рельєфи і додатки зі срібла елегантно контрастують з чорним деревом кабінету. Декоративні прикраси створені на основі гравюр за Франсом Флорісом та різних об'єктів, що були типовими в епоху гуманізму. Теми кохання та вірності, що зображені на рельєфах, дозволяють припустити, що кабінет був подарунком з нагоди одруження Фердинанда з Анною Катеріною Гонзага у 1582 році.